# Pierre Joseph Célestin François

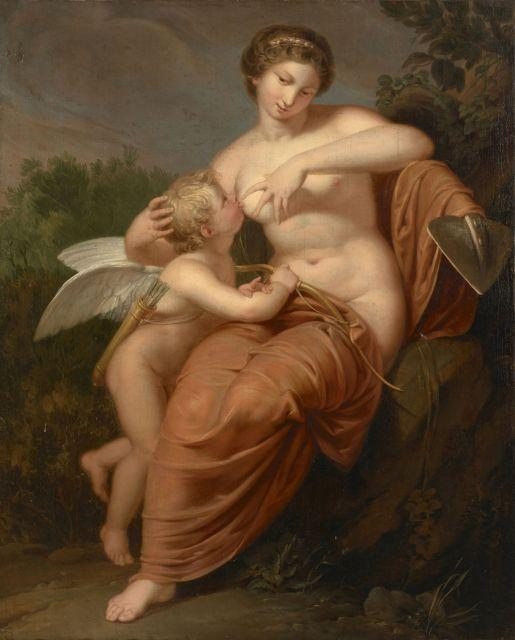
Venus und Amor

Pierre Joseph Célestin François (* 29. März 1759 in Namur; † 13. März 1851 in Brüssel) war ein belgischer Historienmaler, Vater von Ange François.
Joseph François erhielt den ersten Zeichenunterricht bei Pierre Balthasar de Blocq (1729–1795) in Charleroi. De Blocq schickte ihn dann nach Antwerpen zu André Corneille Lens (1739–1822). 
Er studierte danach an der Koninklijke Academie voor Schone Kunsten van Antwerpen bei Willem Jacob Herreyns. 
Ende 1778 reiste er nach Italien und blieb bis 1781 in Rom. Danach bereiste er Deutschland und blieb sechs Monate lang in Wien. Nach seiner Rückkehr kam er wieder zu André Corneille Lens nach Brüssel und erhielt dank dessen Unterstützung zahlreiche Aufträge für dekorative Malerei. 
Ende 1789 unternahm er eine zweite Reise nach Rom. 1792 kehrte er nach Brüssel zurück. 1799 heiratete er Marie-Françoise Leyniers und wurde Vater von fünf Kindern. Unter dem Konsulat und dem Imperium malte er mehrere allegorische Werke, unter anderem eine „Allegorie des Konkordats“ (1802). 
Joseph François wurde 1815 zum Professor an der Brüsseler Akademie berufen und bekleidete diesen Posten bis 1836. 1816 wurde er korrespondierendes Mitglied der Königlich Niederländischen Akademie der Wissenschaften (Koninklijk Instituut). Zu seinen Schülern gehörten François-Joseph Navez, Jean-Baptiste Madou und Henri Decaisne.